# イジー・ヴォルケル
イジー・カレル・ヴォルケル（チェコ語:Jiří Karel Wolker、1900年3月29日 - 1924年1月3日）は、チェコスロバキア（国籍はチェコ）プロスチェヨフ出身の詩人・ジャーナリスト。
チェコスロバキア共産党の創立メンバーでありながら1920年代のプロレタリア詩の先駆者として詩集『家へ来た客』や『きびしい時間（Těžká hodina）』を発表するものの、結核のため僅か23歳で夭折した。ヴォルケルの生前に発表された詩集は『家へ来た客』と『きびしい時間』の2詩集だけであった。
裕福な銀行員の家庭に生まれ、高校を卒業後、プラハの大学で法律を専攻する一方でチェコスロバキア共産党に入党した。生前に2つの詩集を発表するものの、結核により夭折。ヴォルケルの死後、詩集『3つの劇（Tři hry）』や童話『太陽を盗んだ百万長者の話（O milionáři, který ukradl slunce）』や『煙突掃除夫の話』などの優れた児童文学作品が出版された。

## 日本語訳
- 『製本屋と詩人』大沼有子訳、共和国、2022年、ISBN 978-4-907986-95-7